# Walter De Vecchi
Walter De Vecchi (Milano, 18 febbraio 1955) è un allenatore di calcio ed ex calciatore italiano, di ruolo centrocampista.

## Carriera

### Giocatore
Centrocampista mediano, crebbe nel Milan che, dopo aver giocato una partita in prima squadra lo dirottò a Varese per la stagione 1974-1975. Trovò anche lì poco spazio e fece ritorno alla base per il campionato successivo. A campionato in corso si trasferì al Monza insieme ad altri futuri rossoneri come Antonelli, Buriani e Tosetto. Dopo 97 presenze nell'arco di un triennio, tornò al Milan di Nils Liedholm per la stagione 1978-1979. Qui segnò 5 reti, fra cui la doppietta nel derby di ritorno che risultò pesante per il conseguimento della stella.

De Vecchi all'Ascoli nei primi anni 1980

Anche nella stagione successiva giocò tutte le partite esclusa una, con un bottino di 4 gol. La stagione si concluse con la retrocessione a causa dell'affare totonero.
Passò quindi la stagione 1980-1981 nella serie cadetta, da cui il Milan fu promosso subito. Con il nuovo allenatore Luigi Radice fu sostituito con Adelio Moro, quindi passò all'Ascoli, dove si fermò per le tre stagioni seguenti.
Per il 1984-1985 passò al Napoli di Rino Marchesi giocando come libero; l'anno seguente venne mandato al Bologna di Carlo Mazzone. A 31 anni passò alla Reggiana, in Serie C1, con la quale ottenne, da capitano, la promozione in serie B nella stagione 1988/89. Concluse la carriera a 37 anni, nel giugno 1992.

### Allenatore
Ritiratosi alla fine della stagione 1991-1992, intraprese la carriera di tecnico, guidando le giovanili del Milan. Nella stagione 1994-1995 si tolse la soddisfazione di vincere lo scudetto Allievi Nazionali all'Isola d'Elba; in quella formazione di sedicenni militavano tra gli altri Massimo Maccarone, Daniele Daino, Nicola Corrent, Alberto Comazzi, Emanuele Saccardo e Roberto De Zerbi.
Dopo due stagioni nelle giovanili del club milanese, guidò fra le altre la SPAL e il Cesena in Serie C1, il Cosenza, il Como e il Venezia in Serie B.
De Vecchi fece poi ritorno al Milan nel 2003, guidando diverse compagini giovanili. Nella stagione 2015/16 ha guidato gli Under-16 del Milan, con cui ha vinto la Coppa Gaetano Scirea. Nella stagione 2016/17 ha continuato a lavorare come allenatore nelle giovanili del club rossonero, curando gli esercizi di tecnica individuale. Dopo aver ricoperto questo ruolo per altri due anni, nella stagione 2019/20 è diventato il responsabile della tecnica individuale di tutte le squadre agonistiche delle giovanili del club.

## Statistiche

### Statistiche da allenatore
Statistiche aggiornate al 29 settembre 2002.
| Stagione        | Squadra         | Campionato      | Campionato | Campionato | Campionato | Campionato | Coppe nazionali | Coppe nazionali | Coppe nazionali | Coppe nazionali | Coppe nazionali | Coppe continentali | Coppe continentali | Coppe continentali | Coppe continentali | Coppe continentali | Altre coppe | Altre coppe | Altre coppe | Altre coppe | Altre coppe | Totale | Totale | Totale | Totale | Vittorie % |
| Stagione        | Squadra         | Comp            | G          | V          | N          | P          | Comp            | G               | V               | N               | P               | Comp               | G                  | V                  | N                  | P                  | Comp        | G           | V           | N           | P           | G      | V      | N      | P      | %          |
| --------------- | --------------- | --------------- | ---------- | ---------- | ---------- | ---------- | --------------- | --------------- | --------------- | --------------- | --------------- | ------------------ | ------------------ | ------------------ | ------------------ | ------------------ | ----------- | ----------- | ----------- | ----------- | ----------- | ------ | ------ | ------ | ------ | ---------- |
| 1996-1997       | Venezia         | B               | 26         | 7          | 10         | 9          | CI              | 0               | 0               | 0               | 0               | -                  | -                  | -                  | -                  | -                  | -           | -           | -           | -           | -           | 26     | 7      | 10     | 9      | 26,92      |
| 1997-1998       | Carpi           | C1              | 34         | 9          | 12         | 13         | CI+CI-C         | 2+4             | 0+1             | 1+1             | 1+2             | -                  | -                  | -                  | -                  | -                  | -           | -           | -           | -           | -           | 40     | 10     | 14     | 16     | 25,00      |
| 1998-1999       | Cosenza         | B               | 23         | 6          | 6          | 11         | CI              | 0               | 0               | 0               | 0               | -                  | -                  | -                  | -                  | -                  | -           | -           | -           | -           | -           | 23     | 6      | 6      | 11     | 26,09      |
| 1999-2000       | Como            | C1              | 7          | 1          | 5          | 1          | CI+CI-C         | 6+1             | 2+0             | 2+1             | 2+0             | -                  | -                  | -                  | -                  | -                  | -           | -           | -           | -           | -           | 14     | 3      | 8      | 3      | 21,43      |
| 2000-2001       | Cesena          | C1              | 10         | 4          | 3          | 3          | CI+CI-C         | 0               | 0               | 0               | 0               | -                  | -                  | -                  | -                  | -                  | -           | -           | -           | -           | -           | 10     | 4      | 3      | 3      | 40,00      |
| 2001-2002       | Cesena          | C1              | 14         | 6          | 4          | 4          | CI-C            | 4               | 2               | 0               | 2               | -                  | -                  | -                  | -                  | -                  | -           | -           | -           | -           | -           | 18     | 8      | 4      | 6      | 44,44      |
| Totale Cesena   | Totale Cesena   | Totale Cesena   | 24         | 10         | 7          | 7          |                 | 4               | 2               | 0               | 2               |                    | -                  | -                  | -                  | -                  |             | -           | -           | -           | -           | 28     | 12     | 7      | 9      | 42,86      |
| 2002-2003       | SPAL            | C1              | 5          | 1          | 0          | 4          | CI-C            | 4               | 2               | 0               | 2               | -                  | -                  | -                  | -                  | -                  | -           | -           | -           | -           | -           | 9      | 3      | 0      | 6      | 33,33      |
| Totale carriera | Totale carriera | Totale carriera | 119        | 34         | 40         | 45         |                 | 21              | 7               | 5               | 9               |                    | -                  | -                  | -                  | -                  |             | -           | -           | -           | -           | 140    | 41     | 45     | 54     | 29,29      |

## Palmarès

### Giocatore

#### Competizioni nazionali
- Campionato italiano: 1

Milan: 1978-1979
- Campionato italiano di Serie B: 1

Milan: 1980-1981
- Campionato italiano Serie C: 1

Monza: 1975-1976 (girone A)
- Campionato italiano Serie C1: 1

Reggiana: 1988-1989 (girone A)

#### Competizioni internazionali
- Coppa Anglo-Italiana: 1

Monza: 1976

### Allenatore

#### Competizioni giovanili
- Campionato Allievi Nazionali: 1

Milan: 1994-1995
- Coppa Gaetano Scirea: 1

Milan: 2016